# Gädebehner See
Der Gädebehner See liegt in Mecklenburg-Vorpommern nordwestlich von Neubrandenburg im Gemeindegebiet von Knorrendorf, zwischen dessen Ortsteilen Gädebehn und Kleeth. Der namensgebende Ort Gädebehn befindet sich nahe dem Nordostufer. Das Gewässer ist ein Rinnensee und entstand während der letzten Eiszeit (Weichseleiszeit) aus einer ehemaligen Schmelzwasserrinne, die sich nach dem Rückgang des Eises dauerhaft mit Wasser füllte. Der See hat eine ungefähre Länge von 900 Metern und eine Breite von etwa 240 Metern im nördlichen Teil des Sees. Der See verjüngt sich nach Süden hin zusehends. Das Gewässer ist Teil der Kastorfer-Möllner Seenkette und war vermutlich früher mit dem Möllner See und Kastorfer See verbunden. Der See ist ein Verlandungssee mit durchgängig sumpfigen Uferbereichen. Nahe dem Ostufer befindet sich in der Verlandungszone des Sees eine ehemalige Slawenburg.